# Botanophila appendiculata
Botanophila appendiculata är en tvåvingeart som först beskrevs av Malloch 1920.  Botanophila appendiculata ingår i släktet Botanophila och familjen blomsterflugor. Inga underarter finns listade i Catalogue of Life.